# Савас Хионидис
Савас Хионидис (на гръцки: Σάββας Χιονίδης) е гръцки общественик, кмет на македонския град Катерини от 2007 година. Роден е в 1959 година в Катерини. Завършва строително инженерство в Инженерното училище на Тракийския университет „Демокрит“. Работи като строителен инженер и строи хотели в Олимпиаки Акти. Член е на номовия комитет за насърчаване на туризма в Пиерия от създаването му. Отличава се с работата си за компенсиране на туристическия бизнес в Пиерия, поради загубите от войната в Косово.
Избран е за кмет на Катерини с 50,35% (с подкрепа от Нова демокрация) през 2006 и встъпва в длъжност на 1 януари 2007 г. Със създаването на новия дем Катерини по програма Каликратис печели общинските избори на 7 ноември 2010 г. и е избран за кмет отново, този път като независим с подкрепа от Граждани в действие, с 54,11% срещу 29,29% за кандидата на ПАСОК Никос Милиотис. В 2014 година отново печели още на първи кръг с 50,50% от гласовете.